# Trecase
Trecase là một đô thị ở tỉnh Napoli ở vùng Campania, cách khoảng 15 km về phía đông nam của Napoli. Tại thời điểm ngày 31 tháng 12 năm 2004, đô thị này có dân số 9.117 người và diện tích là 6,1 km².
Trecase giáp các đô thị: Boscotrecase, Ercolano, Ottaviano, Torre Annunziata, Torre del Greco.